# Crossarchus platycephalus
El cusimanse de Camerún o cusimanse de cabeza plana (Crossarchus platycephalus) es una especie de mamífero carnívoro de la familia Herpestidae.

## Distribución geográfica yhábitat
Es endémico de Benín, Camerún, República Centroafricana, República del Congo, Gabón, Guinea Ecuatorial (Río Muni) y Nigeria. Esta especie fue inicialmente considerada como subespecie del cusimanse común (Crossarchus obscurus). Habita el piso de la maleza de la selva a menudo cerca del agua. En Nigeria se ha reportado en áreas de bosque fragmentado mezclado con cultivos y con una amplia distribución en el delta del Níger. No tiene amenazas grandes, pero al igual que las otras especies de cusimanses son cazados por su carne.